# Back Market
Back Market est une marque commerciale de Jung SAS, une entreprise de commerce électronique française, créée en 2014, qui sert d'intermédiaire entre particuliers et professionnels du  reconditionnement d'appareils électriques et électroniques (1 700 reconditionneurs en 2024,). Elle dispose de bureaux à Paris, Bordeaux, New York, Berlin et compte, en 2021, un peu plus de 600 salariés,.

## Histoire
Thibaud Hug de Larauze, Vianney Vaute et Quentin Le Brouster, trois entrepreneurs français, fondent Back Market en 2014. Leur objectif est de démocratiser la consommation de produits remis à neuf et lutter contre l'obsolescence programmée dans une démarche davantage écologique que le recyclage,. À long terme, il s'agit également de participer à la diminution de la fabrication d'appareils.    
En 2015, la start-up réalise une levée de fonds de 300 000 euros auprès d’investisseurs privés.   
En 2017, une deuxième levée de fonds de 7 millions d’euros est réalisée. À cette époque, 30 % de l'activité s'effectue en Espagne, Allemagne, Belgique, Italie et l'entreprise dit réaliser 96 millions d'euros de volume d'affaires.
En 2018, une troisième levée de fonds de 41 millions d’euros auprès de Daphni, du groupe Arnault, de Thierry Petit, et d'Eurazeo a lieu.
En 2020, le confinement dû à la pandémie de Covid-19 permet à l'entreprise de doubler ses ventes par rapport à la période précédente. Elle revendique alors 1200 partenaires reconditionneurs. Une quatrième levée de fonds permet de récolter 110 millions d'euros auprès des partenaires précédents et de Goldman Sachs Growth.
En mai 2021, la start-up annonce une levée de fonds de 276 millions d’euros qui la fait entrer dans la catégorie des « licornes » françaises.
En janvier 2022, le groupe présent dans dix-sept pays lève 450 millions d’euros sur une valorisation s’élevant à 5,1 milliards d’euros.
Fin 2022, l'entreprise se sépare de 13% de ses effectifs - soit 93 salariés sur un total de 715 - en France et à l'étranger,.
En 2024, Back Market développe ses partenariats et s'associe notamment avec Playstation et l'assureur Evy pour augmenter ses ventes et optimiser ses coûts.

## Modèle économique
Back Market fonctionne comme une place de marché, en proposant aux clients finaux des matériels d'occasion recyclés par des reconditionneurs professionnels, des boutiques d'occasion, des cash converters ou provenant des retours des hypermarchés. Les produits des recycleurs les mieux notés sont mis en avant sur le site, selon un algorithme inconnu. Les recycleurs paient à Back Market un abonnement ainsi qu'une commission sur chaque vente. 
La société indique que le taux de produits vendus défectueux est passé de 10 % à 5 % en 2019,.

## Critiques
En 2019, une enquête de 60 millions de consommateurs relève que Back Market « agrège la plupart des plaintes » reçues concernant la satisfaction des clients. Si sa position de chef de file peut expliquer le nombre de réclamations, son fonctionnement est néanmoins problématique. De plus, la durée de garantie proposée par rapport à ses concurrents, à savoir 1 an minimum, et l'impossibilité de changer de batterie pour une neuve en option (certains concurrents le proposent) est aussi pointée du doigt par les clients de Back Market.
En réponse, les fondateurs affirment que les sociétés de reconditionnement sont soumises à différentes procédures de vérification via un questionnaire et une période d'essai de quarante jours, ainsi que des tests aléatoires par achat direct aux reconditionneurs. Des batteries neuves sont proposées en option et la garantie est étendue à douze mois.  À la suite de critiques concernant le fait que le reconditionnement aurait été réalisé en Chine, Back Market fait apparaître le pays de reconditionnement.
En mars 2022, la Direction générale de la concurrence, de la consommation et de la répression des fraudes (DGCCRF) publie les résultats d'une large enquête menée en 2020 et 2021 dans laquelle elle note un manque d'information à destination du consommateur pour une majorité des acteurs du domaine dont Back Market est le leader,.

### Liens connexes
- Smartphone
- Produit reconditionné